# Jane Lew
Jane Lew – miasto w Stanach Zjednoczonych, w stanie Wirginia Zachodnia, w hrabstwie Lewis.